# Две сестры (фильм)
«Сёстры» — художественный фильм, снятый Ниной Кодатовай и Надеждой Марусаловой по сценарию Фёдор Кнорре.
Премьера фильма прошла 1 мая 1971 года.

## Сюжет
Люся и Сергей дружат с детства. Ирина, старшая сестра Люси, вернувшись из Москвы после неудачной попытки поступить в театральный институт, очаровывает Сергея. Потребовалось время, чтобы он сумел оценить неподдельность чувств Люси...

## В ролях
- Елена Прудникова — Люся
- Олег Щетинин — Сергей, бульдозерист
- Эльвира Бруновская — Ирина, старшая сестра
- Тамара Чернова — Анна Петровна
- Ирина Квитинская — Сима
- Юрий Кузьменков — Кузя, крановщик
- Виталий Стремовский — Анатолий
- Наталья Ткачёва — бабушка Сергея

## Съемочная группа
- Автор сценария — Фёдор Кнорре
- Режиссёр - Нина Кодатова, Надежда Марусалова
- Оператор — Владимир Мейбом
- Композитор — Марианна Крутоярская.в титрах Музыкальное оформление - Марианна Крутоярская, а музыка композитора Владимира Чернышёва( по крайней мере в заключительной сцене звучит мелодия его песни из фильма "Переступи порог", снятого также в 1970-м году.